# Казахстанская Федерация профессионального бокса
профессионального бокса (англ. Kazakhstan Professional Boxing Federation) была образована 22 августа 1992 года в г. Семипалатинск с целью развития и популяризации индустрии профессионального бокса в Республике Казахстан. Федерация является единственным аффилированным членом Всемирного боксерского совета (WBC), Всемирной боксерской федерации (IBF), Всемирной боксерской ассоциации (WBA) и Всемирной боксёрской организацией (WBO) на территории Казахстана.

## История
5 декабря 1989 года в г. Алма-Ата открылся первый профессиональный клуб бокса «Казахстан».
С декабря 1989 по июль 1992 года — развивались сети профессиональных клубов по Республике, в городах Актау, Жамбыл, Караганда, Костанай, Семипалатинск, Шымкент.
По инициативе Серика Керимбековича Конакбаева 22 августа 1992 года в Семипалатинске прошло учредительное собрание действующих спортивно-профессиональных клубов, в ходе которого было объявлено о создании «Казахстанской федерации профессионального бокса»

## Руководство
Президенты
- 1992—2003 гг — Серик Конакбаев
- 2003—2016 гг — Виктор Демьяненко
- 2016—2021 гг — Ерлан Бекхожин
- 2021 (март) — 2021 (ноябрь) — Кайрат Реимов
- 2022-2024гг — Виктор Демьяненко
- С января 2024г- Ерденбеков Рахимжан Камильевич,член Комитета WBC Amateur,советник Генерального Секретаря Международной организации ТЮРКСОЙ.

Первый Вице-Президент
- 2021— по настоящее время — Асылов Куаныш Жумабекович

Почетные Президенты
- 1992—1997 гг — Токтар Аубакиров
- 1997—2003 гг — Сергей Кульназаров
- 2003—2007 гг — Бауржан Оспанов
- 2007 — по настоящее время — Серик Конакбаев

Генеральные Секретари
- 1993 – 1995 гг – Аскар Кенжебулатов
- 1995 – 1997 гг – Серик Касымов
- 1997 – 2016 гг – Алтынбек Нурдаулетов
- 2016 – 2021 гг – Виталий Демьяненко
- 2021 – по настоящее время – Болат Манкенов

Вице-Президенты
- 1992 – 1997 гг – Болат Манкенов, Кайрат Шотбаков, Болат Кесикбаев
- 2016 – 2021 гг – Нуржан Бекшенов, Виктор Демьяненко, Толеугали Тайтулеев, Нуркен Оразов
- 2024г- Аскар Дастан.

## Достижения профессиональных боксеров лицензированных Казахстанской федерацией профессионального бокса (титульные бои на территории РК)
- 1 декабря 1991 года - Титул чемпиона СНГ в тяжелом весе (Рудный)

Александр Мирошниченко против Нурлана Джанибекова (Киргизия)
- 4 декабря 1993 года - Титул межконтинентального чемпиона по версии Международной Боксерской Федерации (IBF) во втором полулегком весе (58.967 кг) (Алматы)

Уилсон Родригес (Доминиканская Республика) против Хосе Родригеса (Мексика)
- 22 января 1994 года - Титул чемпиона мира по версии Всемирной Боксерской Ассоциации (WBA) во втором полусреднем весе (69.900 кг) (Алматы)

Хулио Сезар Васкес (Аргентина) против Хуана Рамона Медины (Доминиканская Республика)
- 22 марта 1994 года - Вакантный титул чемпиона Казахстана в полулегком весе (57,153 кг) (Нур-Султан)

Есболат Нурманов против Талгата Тусупова
- 9 декабря 1995 года - Вакантный титул чемпиона Пан-Азиатской Боксерской Ассоциации (PABA) во втором легком весе (63,500 кг) (Алматы)

Вадим Присяжнюк против Гильермо Маскуэро (Колумбия)
- 24 мая 1996 года - Титул Пан-Азиатской Боксерской Ассоциации (PABA) во втором легком весе (63.500 кг) ( Алматы)

Бахыт Аманбаев против Вадима Присяжнюка
- 4 сентября 1999 года - Титул Пан-Азиатской Боксерской Ассоциации (PABA) во втором полулегком весе (58.967 кг) (Атырау)

Канат Сихимбаев против Аллана Висайса (Филиппины)
- 6 февраля 2001 года - Титул чемпиона мира по версии Международной Боксерской Федерации (IBF) в первом тяжелом весе (90,718 кг) (Алматы)

Василий Жиров против Алекса Гонзалеса (Пуэрто-Рико)
- 15 декабря 2002 года - титул чемпиона СНГ и Славянских Стран по версии Всемирного Боксерского Совета (WBC) в весе 55.225 кг (Жайлауов) и 57.153 кг (Ешмагамбетов) (Жанаозен)

Ерсын Джайлауов против Юрия Воронина (Украина)
Серикжан Ешмагамбетов против Александра Абраменка (Белоруссия)
- 18 апреля 2004 года - Титул чемпиона СНГ и Славянских Стран по версии WBC во втором наилегчайшем весе (52.163 кг) (Усть-Каменогорск)

Ерсын Джайлауов против Виктора Ханчаренка (Белоруссия)
- 26 марта 2005 года - Титул межконтинентального чемпиона по версии Всемирной Боксерской Организации (WBO) в весе 55.225 кг (Жайлауов) и титул WBO Азии и Тихоокеанского региона в весе до 66.700 кг (Еськин) (Шымкент)

Ерсын Джайлауов против Хусейна Пази (Танзания)
Андрей Еськин против Хасана Матумлу (Танзания)
- 14 октября 2005 года - Титул по версии WBO межконтинентальный и титул чемпиона Международной Боксерской Ассоциации (IBA) в весе 52.163 кг (Мазимбаев) и титул WBO Азии и Тихоокеанского региона (Еськин) (Алматы)

Марат Мазимбаев против Луиса Дория (Колумбия)
Андрей Еськин против Банлуэ Савангвонга (Таиланд)
- 13 июля 2006 года - Титул Пан-Азиатской Боксерской Ассоциации (PABA) (Москва,Россия)

Виталий Демьяненко против Чаурембо Паласа (Танзания)
- 24 марта 2007 года - Титул чемпиона Пан-Азиатской Боксерской Ассоциации (PABA) и временный титул чемпиона мира по версии Глобального Боксерского Союза (GBU) (Мазимбаев) и Вакантный титул WBO Азии и Тихоокеанского региона и временный титул Пан-Азиатской Боксерской Ассоциации (PABA) в тяжелом весе (Бахтов) (Алматы)

Марат Мазимбаев против Антони Матиаса (Танзания)
Денис Бойцов (Россия) против Авада Тамима (Танзания)
- 15 декабря 2007 года - Титул Пан-Азиатской Боксерской Ассоциации (PABA) (Тараз)

Виталий Демьяненко против Атит Прадитфон (Таиланд)
- 19 апреля 2008 года - Титул Пан-Азиатской Боксерской Ассоциации (PABA) (Алматы)

Виталий Демьяненко против Арнел Тинампай (Филиппины)
- 24 июня 2008 года - Титул Пан-Азиатской Боксерской Ассоциации (PABA) (Шымкент)

Виталий Демьяненко против Андерсон Клейтон (Бразилия)
- 17 апреля 2009 года - Вакантный титул чемпиона Казахстана в тяжелом весе (Алматы)

Талгат Досанов против Каната Алтаева
- 28 ноября 2009 года - Титул Пан-Азиатской Боксерской Ассоциации (PABA) в полулегком весе (57,153 кг) (Алматы)

Миржан Жаксылыков против Писаддаенга Киатсквани (Таиланд)
- 16 декабря 2010 года - Титул чемпиона мира по версии Всемирной Боксерской Ассоциации (WBA) в среднем весе (72,500 кг) (Нур-Султан)

Геннадий Головкин против Нельсон Хулио Тапия (Колумбия)
- 6 февраля 2010 года - Титул Пан-Азиатской Боксерской Ассоциации (PABA) (Красногорск,Россия)

Виталий Демьяненко против Хорхе Даниэль Миранда
- 23 мая 2010 года - Титул Пан-Азиатской Боксерской Ассоциации (PABA) (Москва,Россия)

Виталий Демьяненко против Вальтер Серхио Гомес (Аргентина)
- 27 января 2012 года - Титул чемпиона Азии по версии Всемирного Боксерского Совета (WBC) в легчайшем весе (53,525) (Петропавловск)

Жанат Жакиянов против Наподадола Хонгчана (Таиланд)
- 26 мая 2013 года - Титул чемпиона Азии по версии Всемирного Боксерского Совета (WBC) в полусреднем весе (66.700 кг) (Арысь)

Роман Джайлауов против Дамира Кинушбаева (Киргизия)
- 27 сентября 2013 года - Титул чемпиона Азии по версии Всемирного Боксерского Совета (WBC), временный титул чемпиона Пан-Азиатской Боксерской Ассоциации (PABA) и титул чемпиона Казахстана в полусреднем весе (66.700 кг) (Нур-Султан)

Роман Джайлауов против Каната Картенбаева
Титул чемпиона Азии по версии Всемирного Боксерского Совета (WBC) в первом тяжелом весе (90.700 кг)
Максим Маслов (Россия) против Елорбека Гуломова (Узбекистан)
- 24 сентября 2016 года - Титул чемпиона мира по версии Глобального Боксерского Совета (GBU) в первом тяжелом весе (90.700 кг) (Алматы)

Иса Акбербаев против Майка Курзвейта (Германия)
Титул молодежного межконтинентального чемпиона по версии Всемирного Боксерского Совета (WBC) в среднем весе (72.500 кг)
Ернар Ешенов против Георгия Джинтчарадзе (Грузия)
- 29 октября 2016 года - Титул Всемирной Боксерской Организации межконтинентальный и титул Всемирной Боксерской Ассоциации (WBA) Латинской Америки в первом среднем весе (69.800 кг) (Алматы)

Канат Ислам против Патрика Алотей (Гана)
- 26 августа 2017 года - Титул чемпионки мира по версии Международной Боксерской Ассоциации (IBA) в легком весе (57-60 кг) (Нур-Султан)

Фируза Шарипова против Милены Колевой (Болгария)
- 9 сентября 2017 года - Межконтинентальный титул по версии Всемирной Боксерской Ассоциации (WBA), титул Северо-Американской Боксерской Ассоциации (NABA), титул Северо-Американской Боксерской Организации (NABO) в первом среднем весе (69.900 кг) (Нур-Султан)

Канат Ислам против Брендона Кука (Канада)
- 30 декабря 2017 года - Вакантные титул серебряной чемпионки мира по версии Всемирного Боксерского Совета (WBC Silver) и титул чемпионки мира по версии Международной Боксерской Организации (IBO) в легком весе (54-57 кг) (Алматы)

Фируза Шарипова против Джамилы Гантарюк (Бельгия)
- 15 сентября 2018 года - Вакантный титул чемпиона Азии по версии Всемирного Боксерского Совета (WBC) в среднем весе (72.574 кг) (Актобе)

Анилов Муслимбек против Михаэля Джеффоса (Польша)
Титул Межконтинентального гранд-чемпиона по версии Всемирного Боксерского Совета среди Юниоров (WBC Continental Juniors) в наилегчайшем весе (50,802 кг) 
Айдос Ербосынулы против Александра Сушчица (Белоруссия)
Титул межконтинентального чемпиона по версии Всемирного Боксерского Совета (WBC Continental) в первом полусреднем весе (66.700 кг)
Бобиржан Моминов против Анзора Гангебели (Грузия)
- 24 марта 2019 года - Титулы чемпиона Азии по версии Всемирного Боксерского Совета (WBC), титул WBO Global Всемирной Боксерской

Организации, межконтинентальный титул Всемирной Боксерской Ассоциации (WBA) в среднем весе (72.574 кг) (Алматы)
Айдос Ербосынулы против Лукаса Ндафолунма (Намибия)
Межконтинентальный титул Всемирной Боксерской Ассоциации (WBA)
Нурсултан Жанабаев против Ивана Метуде (Венесуэла)
Титул Чемпиона Азии по версии Всемирного Боксерского Совета (WBC) в первом среднем весе (69.900 кг)
Садриддин Ахмедов против Джона Рубы (Индонезия)
- 16 декабря 2020 года - Титулы чемпиона Азии по версии Всемирного Боксерского Совета (WBC), титул WBO Global Всемирной Боксерской Организации, межконтинентальный титул Всемирной Боксерской Ассоциации (WBA) в среднем весе (72.574 кг) (Нур-Султан)

Айдос Ербосынулы против Исаха Самира (Гана)